# Половинкино (Алтайский край)
Полови́нкино — село в Рубцовском районе Алтайского края. Административный центр и единственный населенный пункт Половинкинского сельсовета.
Половинкино (бывшая деревня Алейская) - второе по времени появления поселение на территории Рубцовского района (старше только село Бобково). Основано оно по Указу бывшей Канцелярии Горного начальства и населено переселенцами из разных мест. Находилась Алейская между тогдашней деревней Склюихой (Бобково) и деревней Ново-Алейской. Самым первым жителем Алейской считается Клим Петров, который был сюда "переведён из Чауского острогу в 1764 году".

## История села
Первые поселенцы: - Потап Южаков из Чаусской слободы; - Алексей Анисов из Чаусского острога; - Фёдор Кожевников из деревни Вахрушевой Чаусского острога; - несколько человек из деревни Инская Чаусского острога и др. (Может быть, читатели задаются вопросом - а что же это за Чаусский острог, из которого переселяли людей на наши земли? А это, оказывается, территория нынешнего поселка Колывань Новосибирской области (довольно далеко отсюда). Острог был создан в начале 18 века для обороны южных границ от кочевников на берегу речки Чаус). В 1771 году по приказу Канцелярии горного начальства были переписаны не имеющие домов или имеющие ветхие дома и не ведущие своего хлебопашества крестьяне Чаусского острога и назначены на поселение между деревнями Ново-Алейской и Склюихинской (Бобково). Не все назначенные сюда действительно переселились. Кто-то доказал свою состоятельность и остался в остроге. Кто-то осел по пути в деревне Кашино. Остальные поселились во вновь созданной деревне
Алейской.
В Советское время в Половинкино существовал колхоз "Путь Сталина", который позже был переименован в колхоз "Заря". Сейчас колхоза больше нет, но существует частное предприятие СПК "Заря"
В 1924 году в селе Половинкино в 324 домохозяйствах жили 1710 человек. Первые коллективные хозяйства на территории сельсовета появились в середине 20-х годов, среди них артель "Сталинская".
После проведения сплошной коллективизации в 1932 году появились сельхозартели "Красное Знамя", "Новый строй", "Красный руль", "Красная чайка", "Хлебороб", промысловый колхоз "Охотник-рыбак". В 1950 году они объединились в один колхоз под названием "Путь Сталина", который в начале 1962 года переименовывался в колхоз "Заря".Сейчас колхоза больше нет,но существует СПК "Заря".
В настоящее время в Половинкино есть средняя школа, детский сад, сельский Дом культуры, сельская библиотека, ФАП, филиал ДЮСШ, филиал МФЦ. Осуществляют свою деятельность несколько сельхозпроизводителей – СПК "Заря", индивидуальные предприниматели и фермерское хозяйство. Имеется несколько небольших магазинчиков.

## Переименование села
Почему же Алейская позже была переименована в Половинкино? На этот счёт есть две версии. Первая - село было расположено, как уже сказано, на половине пути между деревнями Ново-Алейской и Склюихой. Вторая, которой придерживаются старожилы села - деревня была расположена на двух берегах Алея и как бы поделена на две половинки (это хорошо видно на карте 1823 года). С тех пор Алей поменял свое русло и сейчас село в основном находится на одном берегу. На другом берегу раньше стояла церковь, позже разрушенная, а также бывшее здание сельсовета, которое отдано под самодельную часовенку. Когда именно село было переименовано в Половинкино ?Точно известно, что в двадцатых годах 20 века оно уже носило новое название и относилось к Локтевской волости Змеиногорского уезда Алтайской губернии. С 1924 года село вошло в состав Рубцовского района.
В 1928 г. состояло из 309 хозяйств, основное население — русские. Центр Половинкинского сельсовета Рубцовского района Рубцовского округа Сибирского края. В 1931 г. посёлок Половинкинский состоял из 272 хозяйств, центр Половинкинского сельсовета Рубцовского района.

## География
Расположено на правом берегу реки Алей .
Координаты села Половинкино 51°25'00 Северной Широты 81°13'60 Восточной Долготы.
Высота над уровнем моря	217 метров.
Часовой пояс	UTC+7
Поблизости расположены населённые пункты:	Березовка, Зеленая Дубрава, Зерно, Калиновка, Колос, Мичуринский, Новоалександровка, Новоматвеевка, Самарка.В 15 км к северу от Половинкино расположен город Рубцовск.

## Население
Подавляющая часть жителей села Русские.
| 1926  | 1931  | 1997  | 1998  | 1999  | 2000  |
| ----- | ----- | ----- | ----- | ----- | ----- |
| 1553  | ↘1197 | ↘1005 | ↗1054 | ↗1067 | ↗1091 |
| 2001  | 2002  | 2003  | 2004  | 2005  | 2006  |
| ↗1093 | ↗1117 | ↘1102 | ↗1110 | ↗1134 | ↗1185 |
| 2007  | 2008  | 2009  | 2010  | 2011  | 2012  |
| ↘1177 | ↗1200 | ↘1178 | ↘1145 | ↘1141 | ↘1122 |
| 2013  | 2014  | 2015  | 2016  | 2017  | 2018  |
| ↗1134 | ↘1128 | ↘1113 | ↘1103 | ↘1089 | ↘1085 |
| 2019  | 2020  | 2021  |       |       |       |
| ↘1049 | ↘1035 | ↘1011 |       |       |       |